# West Stewartstown
West Stewartstown ist ein Census-designated place in der Town of Stewartstown im Coös County im US-Bundesstaat New Hampshire. Die Volkszählung von 2020 erfasste 263 Einwohner. Der CDP wurde im Jahr 2010 erstmals vom Census definiert.

## Lage
Der Ort liegt bei den Koordinaten 45° 0' 1.33" Nord und 71° 31' 25.27" West auf einer Höhe von 332 Metern über dem Meeresspiegel am linken Ufer des Connecticut Rivers. Die 1,7 km² große Fläche des Gebietes setzt sich zusammen aus 1,6 km² Land- und 0,1 km² Wasserfläche. Durch den Ort führt die US-3, von der eine Straße über den Connecticut River nach Canaan in Vermont abzweigt.